# Astrid Väring
Astrid Väring (* 15. Dezember 1892 in Umeå als Astrid Glas; † 22. März 1978 in Bromma, Stockholm) war eine schwedische Schriftstellerin. Sie arbeitete auch als Journalistin und Übersetzerin.

## Leben
Astrid Glas entstammte Familien, die seit langem in der Kleinstadt Umeå ansässig waren. Ihr Vater Karl-Erik Glas war Mathematiklehrer und zeitweise Stadtratsmitglied. Die Mutter Rosa Glas war eine geborene Scharin, Tochter des lokalen Geschäftsmanns Nils August Scharin und Angehörige der Unander-Scharin-Familie. Astrids älteste Schwester Tyra wurde Privatlehrerin und blieb später Astrids enge Korrespondenzpartnerin. Die mittleren Schwestern waren psychisch beeinträchtigt, sodass ihre Existenz so gut wie möglich von der lokal prominenten Familie verheimlicht wurde.
Astrid schloss die Schule 1909 ab, ihre besten Noten erzielte sie in sprachlichen Fächern. Sie studierte ab dem Folgejahr in einem Lehrerseminar in Stockholm. 1916 begann sie, unter dem Pseudonym Rita für den Västerbotten-Kurier als Journalistin zu arbeiten; sie schrieb Rezensionen und sozialkritische Reportagen. Im Mai 1919 heiratete sie Eugen Väring, einen Pfarrer und Lehrer, und zog mit ihm nach Vänersborg. Sie ließ sich von ihm 1938 scheiden. Ihre Erfahrungen, die sie in Südschweden als Landarbeiterin in einer Bauernfamilie machte, verarbeitete sie in ihrem ersten Roman 1924. Im selben Jahrzehnt starben ihre Eltern und sie erbte das Tagebuch ihres Großvaters, welches sie ebenfalls literarisch verarbeitete.
Ihr literarischer Durchbruch in den 1940er Jahren ermöglichte ihr finanzielle Selbstständigkeit. 1941 erhielt sie einen mit 25.000 Kronen dotierten Literaturpreis. Sie lernte Martin Öhmann kennen, mit dem sie von 1947 bis 1954 verheiratet war. Sie litt unter den Anschuldigungen, dass sie oder Öhmann nationalsozialistische Agenten seien, und machte dafür Intrigen in ihrem Umfeld verantwortlich. Martin Öhmann befand sich mehrfach in psychiatrischer Behandlung. Aufgrund seiner Erfahrungen setzte sich Astrid Väring vehement für geistig Behinderte ein und schrieb aus der Sicht von Betroffenen. Der umstrittene Roman Ihr, die ihr hier eintretet wurde 1945 trotz Protesten verfilmt und sorgte für eine breite gesellschaftliche Debatte, bei der sich Klinikpersonal und Angehörige von Patienten gegenüberstanden. Ihr wurde vorgeworfen, in ihrem Werk zu übertreiben. Dennoch veröffentlichte sie eine weitere Schilderung zur Lage von ungerecht behandelten, psychisch kranken Strafgefangenen.

## Werke
Ihre historischen und zeitgenössischen Romane waren oft sozialkritisch geprägt und schilderten zwischenmenschliche Beziehungen. Diese standen im Fokus, gelobt wurde aber auch ihr die Vergangenheit verklärender poetischer Ausdruck. Die frühen Romane behandeln die Entwicklungsproblematik im Norden Schwedens sowie Lappland – Väring war eine der Ersten, die die Region literarisch entdeckten. Das Werk fand eine hauptsächlich weibliche Leserschaft und wurde in gehobenen Kreisen kritisch gesehen. Ihre späteren Werke fanden immer weniger Leser, ihr letzter Roman wurde lange durch verschiedene Verlage abgelehnt.
- I rang med husets katt (1924)
- Frosten: skildring från 1860-talets Västerbotten (1926, deutsch: Harte Zeiten)
- Vintermyren (1927, deutsch: Das Wintermoor, 1929)
- Marja: berättelse från fjället (1928, deutsch: Marja: eine Erzählung aus dem schwedischen Hochland, 1930)
- Vådeld: noveller (1930, deutsch: Schadenfeuer)
- Manuel. Del 1, Mörkrets väldighet (1931, deutsch: Manuel)
- Skeppet Viktoria: noveller (1932, deutsch: Das Schiff Viktoria)
- Utanför: dikter (1933, deutsch: Draußen, Gedichtband)
- Manuel. Del 2, Det vita molnet (1934, deutsch: Manuel)
- Släkten: roman (1934, deutsch: Das Geschlecht)
- Ett skepp kommer lastat: roman (1935, deutsch: Ein Schiff wird beladen)
- Känner du väl det land?: roman (1936, deutsch: Kennst du wohl das Land)
- Härmfågeln (1939, deutsch: Der Spottvogel)
- Längtan heter vår arvedel (1941, deutsch: Sehnsucht heißt unser Erbteil)
- Katinka (1942, deutsch: Katinka)
- I som här inträden (1944, deutsch: Ihr, die ihr hier eintretet)
- Du skall icke dräpa (1946, deutsch: Du sollst nicht töten)
- Föranleder ingen åtgärd (1947)
- Trollkona: roman från fjället på 1830-talet (1956)

### Übersetzungen aus dem Englischen
- Ernest Raymond: Miraklet i Bredon (The mirachle of Brean)
- Ernest Raymond: Floden (A song of the tide)
- Harold Dearden: Vår osäkra värld (Time and chance)